# Bélinga
Bélinga est un vaste gisement de minerai de fer du Gabon, situé dans la province de l'Ogooué-Ivindo particulièrement dans le district de M'vady (le nom Bè'pbiél en kwelé signifie fer[réf. souhaitée]). 
Ce gisement s'étend au Cameroun et à la République du Congo voisins,. 
Ce gisement, découvert en 1895, recèle une réserve d'un milliard de tonnes. 
Son exploitation devrait commencer à la mi-2023 ou en 2024.
Afin de permettre l'évacuation des produits, un embranchement du transgabonais rejoignant Booué à Bélinga devrait être construit en parallèle du démarrage de l'exploitation.